# 하가 아카네
하가 아카네(일본어: 羽賀朱音, 2002년 3월 7일 ~ )는 일본의 여성 아이돌 그룹 모닝구무스메의 멤버이다. 연예사무소 업프런트 프로모션 소속. 나가노현 출신.

## 개요
2012년에 열린 모닝구무스메 11기 멤버「맨얼굴 노래공주」오디션에 응모했지만 낙선했다.
그 뒤, 2013년 개최의 모닝구무스메 12기 멤버「미래소녀」오디션에서는 최종 심사까지는 올랐으나 "해당자 없음"으로 떨어졌다. 그 해 9월 22일에 치러진 오디션에서 최종 심사까지 남은 다른 멤버와 함께 하로프로 연수생에 합격했다고 발표되었다. 그 해 12월 7일, 8일, 21일에 열린「하로프로 연수생 발표회 2012 ~12월의 생계란 Show!~」에서 첫 퍼포먼스를 펼쳤다.
2014년, 자택을 방문한 사무소 직원이 직접 배달된 비디오 메시지에서 모닝구무스메。에 가입한 것을 통지했다. 같은 해 9월 30일에 일본 무도관에서 열린「모닝구무스메'14 콘서트 투어 가을 GIVE ME MORE LOVE ~미치시게 사유미 졸업기념 스페셜~」에서 모닝구무스메'14 12기 멤버로서 처음으로 나왔다.
2025년 7월 10일, 요코야마 레이나와 함께 2025년 가을 투어를 기해 모닝구무스메。'25 그리고 헬로! 프로젝트를 졸업하는 것을 발표. 졸업 후, 연예계를 은퇴할 예정이다.

## 출연

### 라디오
- 모닝구무스메'17 12기 일기! (2015년 1월 4일 ~ 2017년 3월 26일, FM 후지)
- 모닝구무스메'17 모닝 다이어리 (2017년 4월 6일 ~ 2025년 가을, FM 후지)

### 콘서트
- 하로프로연수생 발표회 2013 ~12월의 생계란 Show!~ (2013년 12월 7일 · 8일 · 21일, 히가시 베츠잉 홀 · 난바 Hatch · 디파 아리아케)
- 하로프로연수생 발표회 2014 ~2 · 3월의 생계란 Show!~ (2014년 2월 23일 · 3월 2일 · 9일, Zepp Tokyo · Zepp Nagoya · 난바 Hatch)
- 하로프로연수생 발표회 2014 ~봄의 공개 실력 진단 테스트~ (2014년 5월 4일, 나카노 선플라자)
- 하로프로연수생 발표회 2014 ~6월의 생계란 Show!~ (2014년 6월 14일, Zepp Namba)
- 하로프로연수생 발표회 2014 ~9월의 생계란 Show!~ (2014년 9월 7일 · 15일 · 23일, Zepp Nagoya · 디파 아리아케 · Zepp Namba)
- 하로프로연수생 발표회 2014 ~11 · 12월의 생계란 Show!~ (2014년 11월 29일 · 12월 6일 · 29일, Zepp Nagoya · Zepp Tokyo · 모리노미야 필로티 홀)
- M-line Special 2021 ~Make a Wish!~ (2021년 10월 16일, 나고야 시민회관, 2회 공연) - 게스트로서 출연.
- M-line Special 2022 ~My Wish~ (2022년 4월 29일, 메구로 퍼시몬 홀, 2회 공연) - 오다 사쿠라와 함께 게스트로서 출연.

### Blu-ray
- Greeting ~하가 아카네~ (2016년 8월 18일) - e-LineUP! 한정 판매

## 서적

### 사진집
- 미니 사진집「Greeting-Photobook-」(2017년 3월 7일, 오딧세이 출판)
- 1st 솔로 사진집「Akane」(2020년 3월 7일, 오딧세이 출판) ISBN 978-4-8470-8268-9

## 소속 유닛
- 모닝구무스메 (2014년 ~ 2025년 가을)